# Максимальна тривалість життя
Максима́льна трива́лість життя́ — згідно з класичним визначенням, максимальна можлива тривалість життя представників певної групи організмів.
Через важкість визначення, на практиці, це максимальна зареєстрована тривалість життя серед представників певної групи організмів, як більша з двох величин — найбільшого віку представника групи у момент смерті або віку найстарішого живого представника групи.
Максимальна тривалість життя часто протиставляється середній тривалості життя (або очікуваній тривалості життя при народженні, що частіше використовується для людини). Середня тривалість життя залежить від умов мешкання представників групи, сприйнятливості до хвороб, числа нещасних випадків, самогубств і вбивств, тоді як максимальна тривалість життя практично винятково визначається швидкістю старіння. Епістемологічно максимальна тривалість життя також залежить від початкового розміру вибірки. Щоб запобігти цього ефекту, у дослідженнях тварин за максимальну тривалість життя зазвичай береться середня тривалість життя 10 % найбільш вікових організмів групи, що часто вважається альтернативним визначенням максимальної тривалості життя. На практиці максимальна тривалість життя незначно перевищує середню тривалість життя представників групи у найбільш захищених умовах.

## Проблеми визначення тривалості життя
Згідно з класичним визначенням (як максимальна теоретично можлива тривалість життя), максимальна тривалість життя — теоретичне число, точне значення якого не може бути визначене, використовуючи будь-яку скінченну кількість даних про певний організм. Через це максимальна тривалість життя, звичайно, визначається найбільшою відомою на сьогодні тривалістю життя представників певної групи. Проте, як вже вказувалося, тривалість життя окремих особин — випадкова величина, і такий підхід значно залежить від обсягу вибірки, що ускладнює порівняння між видами. Середню тривалість життя, з іншого боку, визначити набагато легше, але вона помітно залежить від факторів довкілля і є істотно іншим показником. Таким чином, максимальна тривалість життя або альтернативно визначається як середня тривалість життя 10 % найбільш вікових організмів групи, або замість неї використовується середня тривалість життя представників групи в неволі, де природні загрози зведені до мінімуму і тривалість життя зазвичай залежить від швидкості старіння.

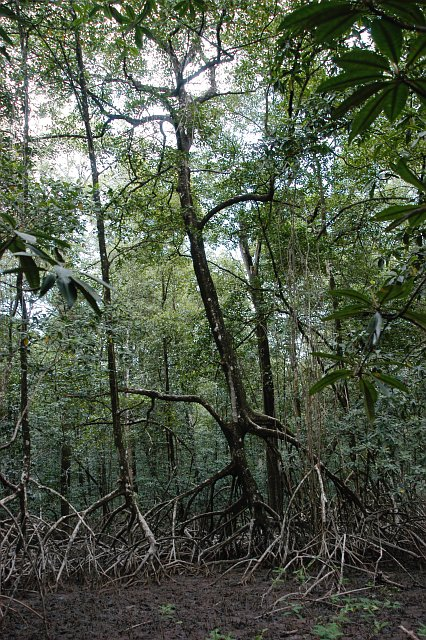
Зарості дерев роду Rhizophora — весь гай зазвичай складається з нащадків однієї рослини, які не остаточно розділені один від одного, що ускладнює визначення індивідуума.

Крім того, визначення максимальної тривалості життя передбачає наявність індивіда, який починає та закінчує своє життя у деякий чітко визначений момент. Визначити, що являє собою індивідуум, в більшості випадків не представляє проблем: серед організмів, які розмножуються статевим шляхом, індивідуум — певна кількість живих клітин, здатна до розмноження, щонайменш на певній стадії розвитку, і що характеризується унікальними спадковими особливостями. Деякі організми, проте, розмножуються безстатево, тобто розмноження може здійснюватися поділом материнського організму, як це часто трапляється у деяких примітивних тварин, рослин, бактерій і найпростіших. Причому такий поділ може бути неповним, формуючи колонію, яка може розглядатися і як група зв'язаних організмів, і як один великий організм. Якщо поділ повний, виникає група генетично ідентичних організмів. Щоб визначити поняття тривалості життя таких організмів, спершу необхідно чітко визначити індивідуальний організм, і таке визначення зазвичай є довільним. Часто дослідники зовсім не визначають тривалість життя у багатьох організмів, що розмножуються безстатево.
У форм, що розмножуються статевим шляхом, початок життя організму може бути визначений як момент запліднення яйцеклітини або як момент фізичного відділення нового організму, останнє визначення часто працює і для безстатевих форм (багатьох безхребетних тварин і рослин). Таке визначення є типовим для тварин, включаючи людину, для яких моментом початку життя вважається народження організму. Проте навіть момент народження часто складний для визначення, а сам процес народження суттєво відрізняється у різних тварин. У багатьох морських безхребетних новонароджена личинка складається лише з невеликого числа клітин, і дуже відрізняється від дорослої тварини. Навіть серед ссавців варіації дуже значні. Кенгуру в момент народження має розмір біля двох сантиметрів і повинен розвиватися далі в сумці, що дуже відрізняється, наприклад, від новонародженого оленя, здатного ходити одразу після народження. При порівнянні тривалостей життя різних організмів важливо брати до уваги подібні відмінності.

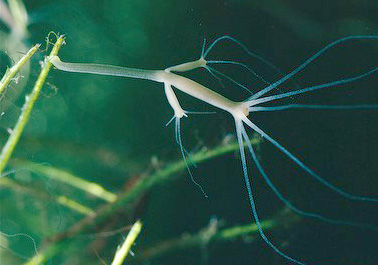
Гідра (Hydra oligactis), потенційно безсмертна тварина.

Кінцем існування індивідууму, звичайно, вважається момент смерті, тобто момент, коли необоротні зміни в організмі досягають такої стадії, що індивідуум більше не зберігає характерну для нього організацію. Проте часто є відносно короткий період, протягом якого важко сказати, чи організм все ще живий, хоча здебільшого цей період достатньо короткий і не складає проблем у визначенні максимальної тривалості життя.

Здається, деякі організми потенційно безсмертні. Якщо нещасний випадок не припинить життя, вони, здається, здатні до необмеженого існування. Дослідження досить впевнено відносять до таких організмів морських актиній та прісноводних гідр. Крім них ця здатність часто приписується і певним рибам та плазунам, особливо тим, що здатні до необмеженого росту свого тіла. Проте, такі ствердження мають під собою дві проблеми. Основний обмін та активність цих тварин дуже низькі, зазвичай у десятки разів нижче за відповідні характеристики ссавців та птахів, що передбачає набагато повільніше старіння. Крім того, ріст тіла часто допомагає тварині уповільнити старіння, але саме збільшення розміру зменшує пристосування організму до умов довкілля, наприклад, можливості отримання достатньої кількості їжі, що може привести до смерті. Таким чином, важко зробити відмінність між смертю безпосередньо від старості та смертю від зовнішніх причин. На додаток, безсмертними часто можна вважати організми, що не зберігають індивідуальності, як це вже вказувалося для організмів, що розмножуються безстатевим шляхом.

## Багатоклітинні тварини

### Основні дані
Більшість даних щодо тривалості життя тварин, окрім людини, отримані за допомогою спостережень особин в лабораторіях і зоопарках. Через значні труднощі у визначенні віку тварин у природних середовищах, майже неможливо відповісти на питання, як довго вони живуть в природі. У багатьох рибах, молюсках та окремих представниках інших груп ріст має сезонний характер, таким чином, що в деяких частинах організму можна спостерігати річні зони зростання, подібні до річних кілець дерев. Серед мисливських тварин, оцінка відносного віку часто робиться за допомогою зношування деяких зовнішніх органів, зокрема стирання зубів, або змін в структурі кісток. Забарвлення птахів та деякі інші ознаки роблять можливим оцінку віку і в деяких інших випадках. Але рух тварин і постійні зміни умов існування проводять до того, що загалом дуже мало відомо про тривалість життя більшості видів у природі. Навіть у тих випадках, коли вік організмів встановити вдається, часто максимальна тривалість життя того ж самого виду в природі залежить від умов довкілля, що робить порівняння складним.
| Організм                                       | Максимальна ТЖ (років) | Посилання           |
| Ссавці                                         | Ссавці                 | Ссавці              |
| ---------------------------------------------- | ---------------------- | ------------------- |
| Людина (Homo sapiens)                          | 122 а                  | [ 3 ]               |
| Слон (Elephas maximus)                         | 69-86                  | б                   |
| Кінь свійський (Equus caballus)                | 50-62                  | [ 4 ] [ 6 ] [ 7 ]   |
| Шимпанзе (Pan troglodytes)                     | 37-75                  | [ 4 ] [ 7 ] [ 8 ]   |
| Пес свійський (Canis familiaris)               | 29-34                  | [ 7 ] [ 9 ]         |
| Ведмідь бурий (Ursus horribilis)               | 31-40                  | [ 7 ] [ 10 ]        |
| Бик свійський / корова (Bos taurus)            | 30                     | [ 7 ]               |
| Лев (Panthera leo)                             | 27-29                  | [ 7 ] [ 11 ]        |
| Кіт свійський (Felis catus)                    | 29                     | [ 7 ]               |
| Свиня дика (Sus scrofa)                        | 27                     | [ 7 ] [ 12 ]        |
| Козел свійський (Capra hircus)                 | 18-20                  | [ 7 ] [ 13 ]        |
| Вивірка лісова (Sciurus vulgaris)              | 15-16                  | [ 4 ] [ 14 ]        |
| Миша хатня (Mus musculus)                      | 4                      | [ 4 ] [ 15 ]        |
| Птахи                                          |                        |                     |
| Гриф-індичка (Cathartes aura)                  | 118                    | [ 4 ]               |
| Кафрський рогатий ворон (Bucorvus leadbeateri) | 70                     | [ 16 ]              |
| Лебідь-шипун (Cygnus olor)                     | 70                     | [ 17 ]              |
| Суринамський амазон (Amazona ochrocephala)     | 56                     | [ 18 ]              |
| Орел-могильник (Aquila heliaca)                | 55-80                  | [ 4 ] [ 19 ] [ 20 ] |
| Сивий голуб (Columba livia)                    | 35                     | [ 7 ]               |
| Горобець (Passer domesticus)                   | 23                     | [ 4 ]               |
| Канарка (Serinus canaria)                      | 23-24                  | [ 4 ] [ 21 ]        |
| Ластівка звичайна (Hirundo rustica)            | 9                      | [ 20 ]              |
| Колібрі (Colibri spp.)                         | 8                      | [ 4 ]               |
| Блакитна комароловка (Polioptila caerulea)     | 4                      | [ 22 ]              |

| Організм                                             | Максимальна ТЖ (років) | Посилання             |
| Плазуни та земноводні                                | Плазуни та земноводні  | Плазуни та земноводні |
| ---------------------------------------------------- | ---------------------- | --------------------- |
| Галапагоська черепаха (Geochelone nigra)             | 177                    | [ 23 ]                |
| Альдабрська черепаха (Dipsochelys dussumieri)        | 152                    | [ 4 ] [ 23 ] [ 24 ]   |
| Каролінська коробчаста черепаха (Terrapene carolina) | 123—138                | [ 4 ] [ 25 ]          |
| Нільський крокодил (Crocodylus niloticus)            | 44-68                  | [ 4 ] [ 24 ]          |
| Японська гігантська саламандра (Andrias japonicus)   | 55                     | [ 4 ] [ 26 ]          |
| Велика зелена жаба (Lithobates catesbeianus)         | 30                     | [ 4 ]                 |
| Індійська кобра (Naja naja)                          | 28-32                  | [ 4 ] [ 27 ]          |
| Плямиста саламандра (Ambystoma maculatum)            | 25                     | [ 7 ] [ 28 ]          |
| Саламандра альпійська (Salamandra atra)              | 17                     | [ 29 ]                |
| Храмова черепаха (Hieremys annandalii)               | 9                      | [ 30 ]                |
| Риби                                                 |                        |                       |
| Хоплостет помаранчевий (Hoplostethus atlanticus)     | 152                    | [ 3 ] [ 31 ]          |
| Озерний осетер (Acipenser fulvescens)                | 152                    | [ 3 ] [ 32 ]          |
| Сом звичайний (Silurus glanis)                       | 60                     | [ 4 ] [ 33 ]          |
| Гамбузія аффініс (Gambusia affinis)                  | 2-3                    | [ 4 ] [ 34 ]          |
| Комахи                                               |                        |                       |
| Періодична цикада (кілька видів роду Magicicada)     | 17                     | [ 3 ] [ 4 ]           |
| Мураха-королева (Formicidae)                         | 15                     | [ 4 ] [ 35 ]          |
| Звичайна плодова муха (Drosophila melanogaster)      | 30 днів                | [ 20 ]                |
| Муха-одноденка (Ephemeroptera)                       | 1-3 дні                | [ 20 ]                |
| Інші                                                 |                        |                       |
| Молюск Arctica islandica                             | 410                    | [ 36 ]                |
| Актинія (Actiniaria)                                 | 70                     | [ 20 ]                |
| Європейська медична п'явка (Hirudo medicinalis)      | 27                     | [ 7 ]                 |
| Дощовий черв'як (Lumbricus terrestris)               | 10                     | [ 7 ]                 |
| Гідра (Hydra spp.)                                   | >4                     | [ 2 ]                 |
| C. elegans                                           | 20 днів                | [ 37 ]                |
| Коловертки (Rotatoria, різні види)                   | 10-30 днів             | [ 7 ]                 |

Примітки:
а Слід відзначити, що людина в найбільшій мірі з усіх тварин здатна користуватися послугами медицини, крім того, випадки довгого життя людини набагато краще задокументовані. В результаті тривалість життя людини здається довшою, ніж для подібних тварин.
 б Посилання приведені у порядку зростання вказаного віку. При складанні таблиці вказувалися всі знайдені значення віку, хоча достовірність їх різна. Найкращим джерелом віку для більшості організмів є AnAge Database [Архівовано 27 січня 2018 у Wayback Machine.] через те, що ця база даних у більшості випадків містить детальні посилання на першоджерела використаної інформації та обговорює їх достовірність.
Час від часу звучать заяви про надзвичайну протяжність життя тієї чи іншої тварини, проте, у більшості випадків такі заяви виявляються невірними або заснованими на ненадійних методах оцінки віку.
Максимальну тривалість життя, взяту з будь-якого джерела, не можна вважати точною та абсолютною як через невелику кількість обстежених особин, так і через велику кількість публікацій, заснованих на ненадійних або неточних даних. Дані вказані в таблиці, проте, дають непогану оцінку максимальної тривалості життя за сприятливих умов.

### Вплив довкілля

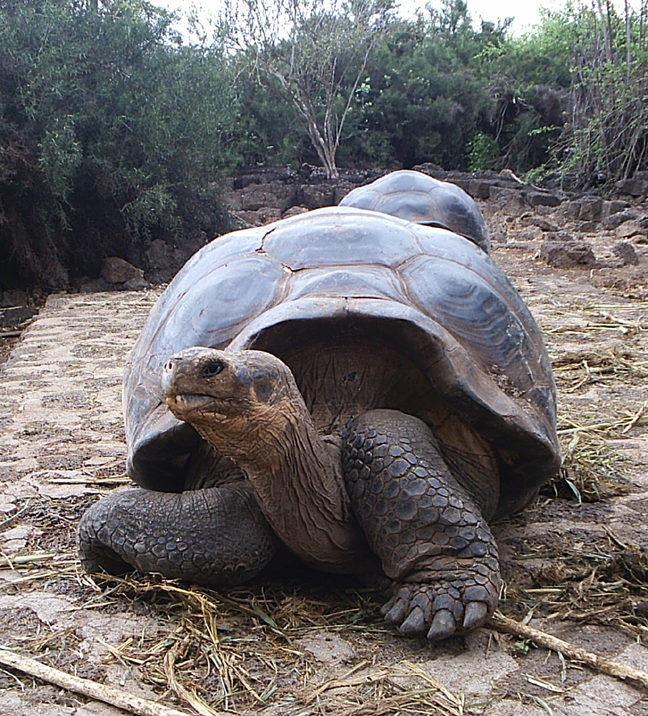
Галапагоська черепаха (Geochelone nigra) — один з найбільш довгоживучих плазунів)

Тривалість життя зазвичай виражається в одиницях часу. Хоча це і здається логічним, таке визначення інколи приводить до певних труднощів. У холоднокровних тварин швидкість метаболізму (як основного обміну, так і активності), що фактично є швидкістю всіх життєвих процесів організму, зазвичай залежить від температури довкілля. Таким чином, старіння, як і всі інші процеси, залежить від витрат енергії, і тривалість життя в результаті залежить від температури або інших зовнішніх умов, які впливають на процес старіння. Багато даних вказують на цей факт, хоча встановлення точної математичної залежності, вірної у всіх випадках, неможливо. В результаті, у певному діапазоні температур, холоднокровні безхребетні живуть довше теплокровних тварин. Саме цим зменшенням активності деякі дослідники пояснюють також деяке збільшення тривалості життя лабораторних тварин (плодових мух, червя C. elegans, мишей і щурів), яких тримали на низькокалорійній дієті.
Крім того, багато тварин мають сезонні або щоденні періоди значного зниження активності. Багато маленьких ссавців впадають у сплячку, ряд членистоногих мають у свої життєвих циклах періоди затримки розвитку. В обох випадках швидкість метаболізму дуже низька. В результаті, сумнівно, чи слід рахувати ці періоди в складі тривалості життя певних організмів. Порівняння між видами, деякі з яких мають такі періоди низької активності, часто проблематичні. Можливо, тривалість життя було би адекватніше вимірювати в одиницях повних витрат енергії на грам маси тіла за життя, проте дані для більшості організмів, необхідні для цієї мети, майже повністю відсутні.

### Особливості

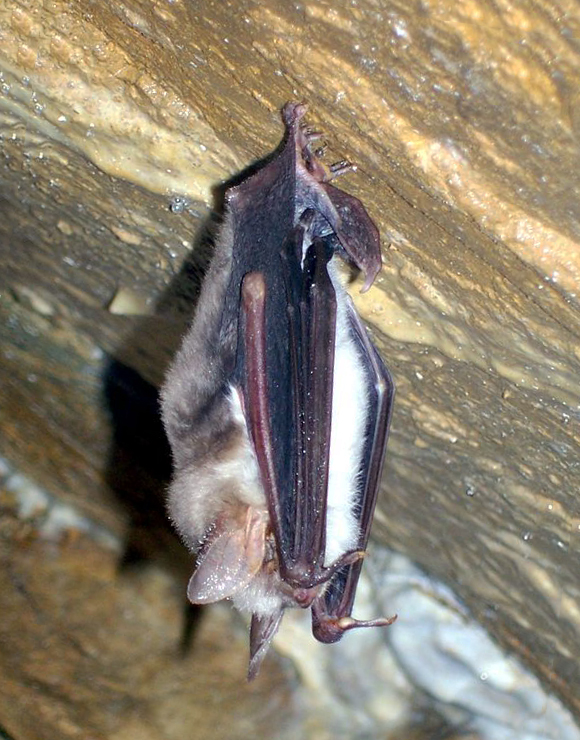
Кажани проводять у сплячці велику частину часу, що дозволяє їм зберігати енергію, збільшуючи тривалість життя.

Максимальна тривалість життя дуже сильно різниться між видами тварин. Відмітьте, що різниця між середньою та максимальною тривалостями життя також істотно залежить від виду, та багато в чому визначається стратегією розмноження, зокрема r- або K- стратегією та багатоплідною або одноплідною стратегією.
Максимальна тривалість життя емпірично залежить від кількох характеристик тварини. Перш за все це — плодовитість тварини: чим більше потомства тварина дає, тим менше живе. Крім того, тривалість життя залежить від розміру тварини, розміру її мозку та метаболічної активності. Наприклад, зазвичай менші за розміром тварини мають меншу, а більші за розміром — більшу тривалість життя.
Найкраще досліджена залежність тривалості життя від таксономічної групи серед ссавців. Примати, загалом, — найбільш довгоживуча група, хоча деякі невеликі мавпи Нового Світу мають досить коротке життя. Мишоподібні гризуни недовговічні, тоді як вивірковиді досягають втричі довшого віку, ніж мишеподібні. Емпірічно, протяжність життя збільшується із збільшенням розміру мозку (в результаті, вона також збільшується із збільшенням маси тіла) та зменшується із збільшенням швидкості метаболізму. Типова залежність порушується у випадку порід собак. Більші за розміром породи собак, хоча і досягають статевої зрілості повільніше, живуть значно менше, різниця досягає близько 2 разів між найбільшими та найменшими породами. Такий самий вигляд залежність має і для птахів, але птахи загалом живуть довше, ніж ссавці, незважаючи на більш високі температури тіла і швидкості природного обміну.
Оскільки тривалість життя сильно залежить від швидкості метаболізму, повна кількість енергії, вироблена протягом життя, може бути кращою характеристокою тривалості життя, ніж тривалість життя, виміряна в одиницях часу. Великі тварини з дуже розвиненим мозком, особливо примати, виробляють протягом життя найбільшу кількість енергії. Дуже велика витрата енергії і у птахів. На відміну від них, великі плазуни мають помітно більші тривалості життя, але швидкість їх природного обміну у десятки разів менша. В результаті повна витрата енергії за життя у плазунів менша, ніж у ссавців.

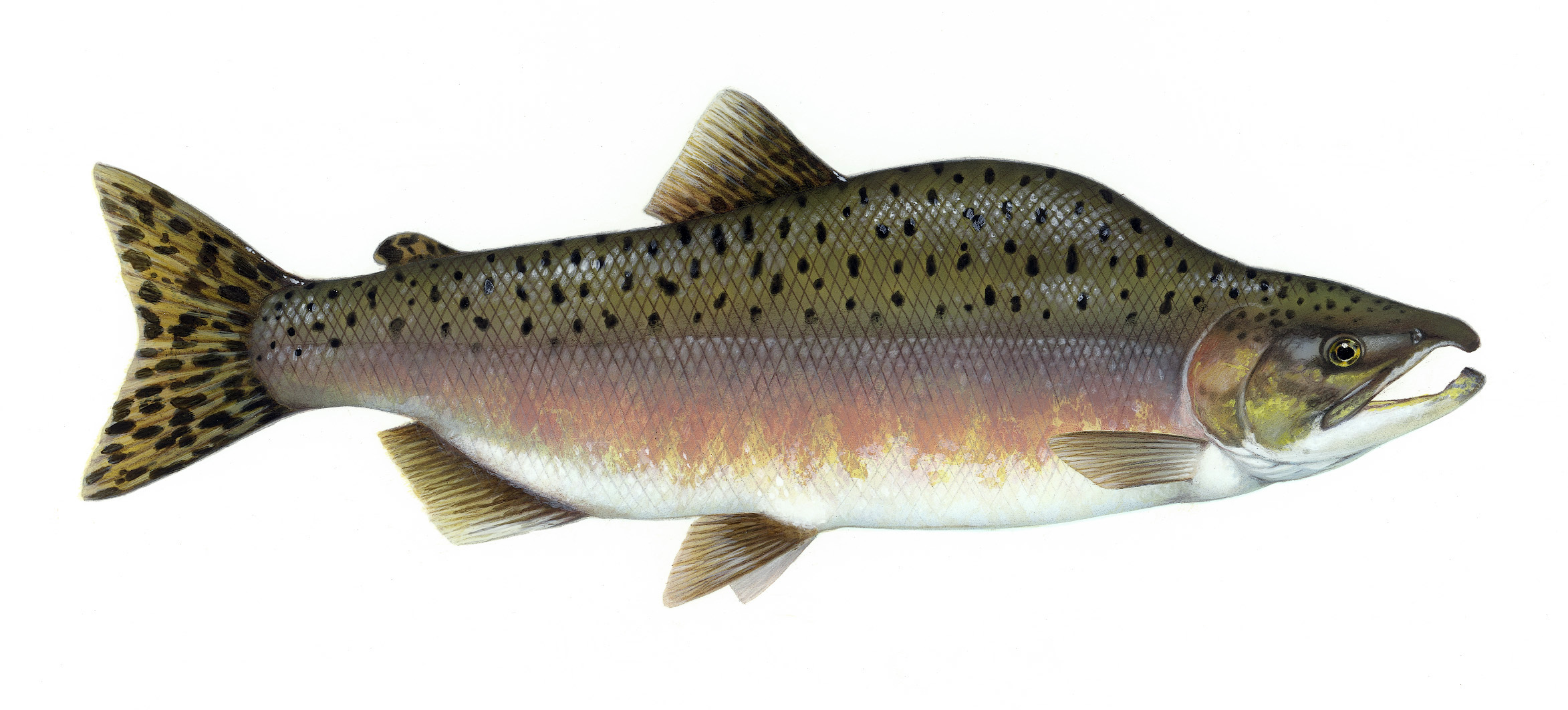
Горбуша (Oncorhynchus gorbuscha), відома одноплідна тварина з дуже короткою тривалістю життя (3 роки).

Крім того, швидкість старіння повільніша, а тривалість життя більша для тварин, здатних рости протягом всього життя, наприклад, багатьох видів риб і плазунів. Саме до цієї групи відноситься тварина з найбільшим зареєстрованим максимальним віком — двостулковий молюск Arctica islandica.
Низькі витрати енергії та можливість постійного росту пояснюють великі тривалості життя деяких хребетних тварин. Наприклад, галапагоська черепаха (Geochelone nigra) здатна жити до 177 років, а деякі риби, наприклад осетер, досягають віку більш ніж у 150 років. Проте, тривалість життя та старіння цих тварин досліджені дуже погано.
Деякі простіші тварини, здається, здібні до вічного або дуже довгого існування. Вони запобігають швидкого старіння за рахунок швидкого оновлення клітин всіх тканин цього тіла, що можливо за рахунок простої та децентралізованої структури тіла. Прикладами таких організмів є морські актинії та прісновоні гідри. У найдетальнішому дослідженні, опублікованому в 1998 році, було показано, що за морфологічними ознаками та здатністю до відтворювання, гідра не проявляє ознак старіння протягом всього дослідження у 4 роки при часі досягнення статевої зрілості лише біля тижня.

## Рослини

### Основні дані
Також як і майже всі інші організми, рослини старіють (див. Старіння рослин) і мають обмежену тривалість життя. Проте, однозначного визначення віку рослин не існує. Наприклад, час від моменту статевого відтворення, що дав початок даній індивідуальній рослині, до смерті цієї рослини працює для деяких видів рослин, але не для інших.
Наприклад, у звичайного дуба в помірному поясі можна підрахувати річні кільця стовбура і таким чином оцінити вік. Але вік менш чітко визначений у випадку арктичного люпину, що проріс з насіння, що, містячи ембріон рослини, пролежало в арктичній вічній мерзлоті протягом сотень років.
Наступна таблиця намагається дати дані тривалості життя багатьох рослин. Приводяться як максимальний відомий вік представників, так і теоретичні оцінки максимальної тривалості життя в захищених умовах.
| Організм                                 | Тривалість життя (років) | Тривалість життя (років) |
| Організм                                 | Оцінка                   | Перевірена               |
| ---------------------------------------- | ------------------------ | ------------------------ |
| Сосна остиста (Pinus longaeva)           |                          | 4 800                    |
| Секвоядендрон (Sequoiadendron giganteum) | 4 000                    | 2 300                    |
| Дерево Бодхі (Ficus religiosa)           | 2 300                    |                          |
| Дуб черешчатий (Quercus robur)           | 2 000                    | 1 500                    |
| Ялівець звичайний (Juniperus communis)   | 2 000                    | 544                      |
| Ялина європейська (Picea abies)          | 1 200                    | 350—400                  |
| Модрина звичайна (Larix decidua)         | 700                      | 417                      |
| Цибуля (Allium ursinum)                  | 8-10                     |                          |
| Молочна віка (Astragalus utahensis)      | 3                        |                          |

### Проблеми визначення та вимірювання віку

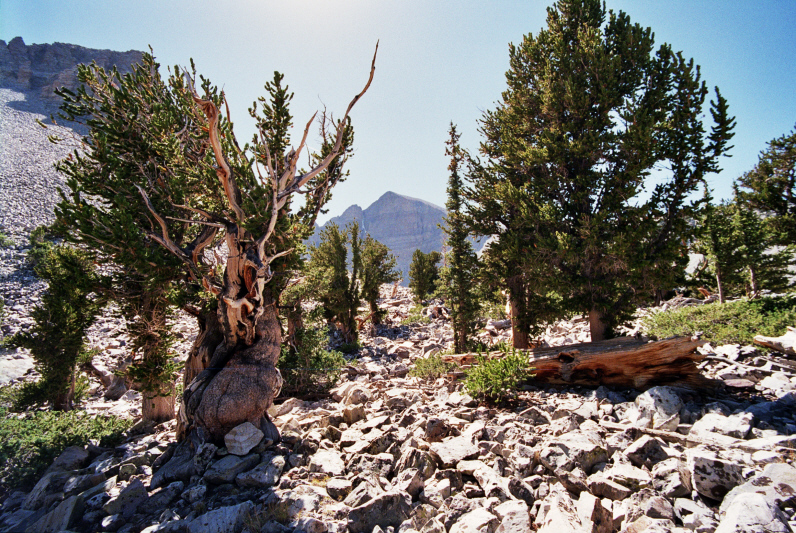
Гай остистих сосен у Неваді, де росло дерево «Прометей», у стовбурі якого нарахували 4 844 річних кілець, коли дерево впало в 1964 році. Це найбільший підтверджений вік рослини.

Ембріональні тканини рослин, меристеми, існують протягом дуже довгого часу, часто всього життя рослини, забезпечуючи ріст рослини та утворення нових тканин. Це дуже сильно відрізняється від тварин, де ембріональні тканини диференціюються на ранніх стадіях розвитку, а здатність до необмеженого поділу зберігають тільки розсіяні і нечисленні зародкові та стовбурові клітини. Таким чином, апікальні та латеральні мерістематичні тканини найстаріших відомих дерев, остистих сосен (наприклад, сосни Бальфура) Каліфорнії і Невади, настільки же старі, як і самі дерева, тобто до 5 тис. років, ці тканини були сформовані це на стадії ембріону. Інші тканини, такі як деревина, кора, листя (хвоя) і шишки, живуть тільки декілька років. Деревина стовбура і коріння, хоча і вмирає, залишається частиною дерева дуже довго, але кора, хвоя і шишки безперервно замінюються протягом життя.
Серед нижчих рослин тільки декілька видів мохів мають структури, що допомагають оцінити їх вік. Мох зозулин льон (Polytrichum spp.) збільшує довжину стебла щороку, залишаючи кільцеві луски на стеблі, що відповідають певним рокам. Хоча звичайно цей мох живе 3—5 років, інколи знаходять зразки віком до 10 років. Нижчі частини такого моху мертві, хоча і непошкоджені. Торф'яний мох (Sphagnum spp.) формує обширні колонії, що наповнюють кислі болота торф'яною масою, яка складається з мертвих нижніх частин мохів, чиї живі верхні частини продовжують ріст. Торф'яний шар часто складає кілька метрів завтовшки, хоча мох все ще зберігає живі частини. На підставі спостереження річного зростання таких мохів, максимальний вік цих рослин був оцінений у 2800 років.
Хоча не існує надійного методу визначення віку папоротей, на підставі розміру і темпів росту їх вік оцінюється кількома десятиліттями. Деякі плауни мають луски, подібні до лусок зозуліного льону. За сприятливими умовами вони живуть до семи років.
Найлегшим є вимірювання віку дерев'янистих насінних рослин, наприклад, хвойних та широколистяних дерев. У помірних районах та деяких районах тропіків, де щорічні періоди інтенсивного росту змінюються періодами холодів або сухості, кожний період росту залишає вікове кільце — новий шар деревини, що додається до діаметра дерева. Ці кільця можуть бути пораховані на зрізі стовбура зрубленого дерева, або у циліндрі, вирізаному із стовбура за допомогою спеціального інструменту. На крайній півночі вікові шари часто знаходяться дуже близько одне від одного і важкі для підрахунку. У вологих тропіках ріст постійний, і вікові кільця, якщо і знайдені, дуже нечіткі.
Часто вік дерева оцінюється за діаметром його стовбура, особливо коли відоме середньорічне збільшення діаметра. Джерело найбільшої помилки в цьому методі — злиття стовбурів кількох дерев, як це відбулося у знаменитому кипарисі Монтесума в невеличкому мексиканському селищі Санта-Марія-дель-Туле, біля Оахаки. Це дерево було описане іспанським конкістадором Ернаном Кортесом на початку 1500-х років, а його вік оцінювався спочатку у 6 000 років на підставі його великої товщини. Проте, пізніше опинилося, що це дерево є трьома деревами, що зрослися разом. Оцінки віку деяких англійських тисів також становили 3 000 років, але і ці дані опинилися помилковими за рахунок зрощення стовбурів дерев, кожне з яких мало вік не більше ніж 250 років. Свердлення стовбурів кількох остистих сосен на заході США показали, проте, вік близько 4 800 років.

### Типи розвитку
Трав'янисті рослини зазвичай живуть протягом тільки для одного сезону, вегетаційного періоду, і встигають утворити квітки і насіння протягом цього часу — вони відомі як однорічні рослини. Ці рослини швидко ростуть від кількох тижнів до кількох місяців, інтенсивно накопичуючи поживні матеріали. В результаті гормональних змін, що відбуваються у відповідь на зміни в зовнішніх факторах, таких як довжина світлового дня і температура, тканини, що звичайно дають початок листю, починають утворювати квітки. Утворення квіток,плодів і насіння швидко виснажує поживні резерви рослини, і вегетативна частина зазвичай вмирає. Хоча виснаження поживних резервів часто супроводжує смерть рослини, вона не обов'язково є причиною смерті.
Подібну ж категорію складають дворічні рослини. Ці рослини також, зазвичай, трав'янисті, живуть протягом двох сезонів. Протягом першого сезону, поживні речовини накопичуються в потовщеному корені (таких рослин як буряк, морква), цвітіння відбувається протягом другого сезону. Як і в однорічних рослинах, цвітіння виснажує поживні резерви, і рослина вмирає після розвитку насіння.
Багаторічні рослини мають тривалість життя від кількох до багатьох років. Деякі з них трав'янисті, інші — кущі або дерева. Багаторічні рослини відрізняються від вищенаведених груп наявністю структур, призначених для збереження поживних речовин, що є постійними або оновлюються щороку. Багаторічні рослини зазвичай вимагають кількох років росту до першого цвітіння. Доквітковий (молодий) період зазвичай коротший у дерев і кущів з коротшими тривалості життя, ніж у більш довговічних рослин. Бук (Fagus sylvatica), наприклад, досить довговічне дерево, проводить у доквітковій стадії 30-40 років, протягом яких він швидко росте, але не цвіте. Інші рослини, наприклад, бавовник і помідор, багаторічні у тропіках, здібні до цвітіння і створення плодів та насіння вже протягом першого року. Такі рослини часто вирощуються як однорічні в помірних поясах.

### Довговічність насіння
Хоча довговічність насіння дуже сильно залежить від виду рослини, неактивний ембріон рослини, що міститься його межах, втрачає свою життєздатність, якщо проростання не трапляється протягом деякого певного часу. Найбільш довговічне насіння (фактично плоди) індійського лотосу зберігає життєздатність протягом кількох століть, тоді як насіння деяких верб втрачає свою здатність проростати вже через тиждень після досягнення зрілості.
Насіння втрачає життєздатність не тільки у природних умовах, але й під час зберігання, виключно в результаті змін, що протікають в його межах. Цими змінами може бути виснажування запасів поживних речовин, поступова зміна природних властивостей або втрата структури білків цитоплазми, накопичення токсинів, що утворюються в результаті метаболізму насіння. Деякі токсини, можливо, викликають мутації, які утрудняють проростання. Через істотні відмінності в структурі, фізіології та походженні насіння різних рослин, неможливо створити єдиної залежності довговічності насіння від його загальних властивостей.

## Одноклітинні організми
Тривалість життя не має чіткого визначення для одноклітинних організмів. Існує, тим не менш, кілька термінів, які можуть використовуватися у подібній якості.
Перш за все, за сприятливими умовами кількість одноклітинних організмів експоненціально зростає, а характеристикою цього зростання є час подвоєння кількості організмів або час одного покоління.
Іншою характеристикою, аналогічною тривалості життя, є характиристики процесу старіння організмів. Одноклітинні організми мають два типи старіння — «умовне старіння», або хронологічне старіння у стаціонарній фазі, де можливо виміряти середню або максимальну тривалість життя. Проте, дані для порівняльної характеристики одноклітинних організмів відсутні. Іншим типом старіння є «реплікативне старіння», або старіння материнської клітини під час кожного відділення від неї дочірньої клітини, що звичайно вимірюється у кількостях поділів. Для дріжджів Saccharomyces cerevisiae максимальний реплікативний вік становить близько 25 поділів, а для бактерії Caulobacter crescentis — близько 130. Для решти організмів дані відсутні.
Одноклітинні організми дуже залежні від умов довкілля. Із зниженням температури час подвоєння та швидкість старіння знижуються практично для всіх них. Багато одноклітинних організмів можуть уповільнити швидкість росту в сотні разів та зберігатися у замороженому вигляді протягом десятків років і навіть довше. Так саме і наявність поживних речовин впливає на швидкості росту та старіння. Крім того, багато одноклітинних організмів за несприятливими умовами формують спори та інші неактивні форми, здатні до існування протягом багатьох років.

## Спроби збільшення тривалості життя
Великою гілкою досліджень з геронтології є спроби збільшення тривалості життя, особливо людини. Хоча вже зараз вдається помітно збільшити середню тривалість життя людини за допомогою таких факторів, як загальне покращення медичного обслуговування, важливим питанням залишається збільшення максимальної тривалості життя, чого можна досягти тільки впливаючи на швидкість процесу старіння. Дослідники досягли деяких успіхів на тваринних моделях: за допомогою таких факторів як калорійність дієти, генетичні змін або введення гормонів, вдалося збільшити або зменшити тривалість життя кількох модельних організмів. Продовжити життя людини, проте, все ще не вдалося, хоча досягнення геронтології вже дозволили лікування кількох хвороб, що характеризуються прискореним старінням.
Найлегшим засобом впливу на тривалість життя деяких тварин є обмеження калорійності дієти при підтримці її повноцінності. За допомогою зниження калорійності на 40-60 % в дієті щурів, мишей і хом'яків, починаючи дієту до досягнення статевої зрілості, середня тривалість життя збільшується на 65 %, а максимальна — на 50 %. У випадку плодових мух та нематод Caenorhabditis elegans, ефект уповільнення старіння та збільшення тривалості життя досягається негайно, незалежно від віку тварини.
Деякий вплив на тривалість життя мають антиоксиданти. Додавання антиоксидантів до дієти ссавців збільшує середню тривалість життя до 30 %, але без змін у максимальній тривалості життя. Найбільший вплив антиоксиданти мають на тварин з високою ймовірністю раку (наприклад, гризунів) та тварин з патологічно низькою тривалістю життя в результаті впливу радіації або хімічних речовин з мутагенним ефектом. Здається, вплив антиоксидантів обмежується зменшенням ймовірності деяких хвороб, а не змінами швидкості старіння всього організму.
Багато робіт також зроблено у напрямку генетичних змін, що впливають на тривалість життя модельних організмів. Якщо спочатку дослідники намагалися знайти біохімічні основи впливу обмеженої калорійності на тривалість життя, пізніше було знайдено багато нових генів, що мають подібний ефект. Зараз існує кілька ліній мишей, з тривалостями життя більше за мишей дикого типу. Ідея генетичних змін розвилася пізніше у новий підхід — стратегії конструювання незначного старіння (англ. Strategies for Engineering Negligible Senescence, SENS), у якому дослідники намагаються сконструювати генетично змінений організм із значно більшою тривалістю життя. Один з перших прихільників цього підходу — Грей де Обрі — заснував Мишиний приз Мафусаїла (англ. Methuselah Mouse Prize або M-prize), що дістанеться тому, хто зможе значно збільшити тривалість життя миші.